# Klasse 422

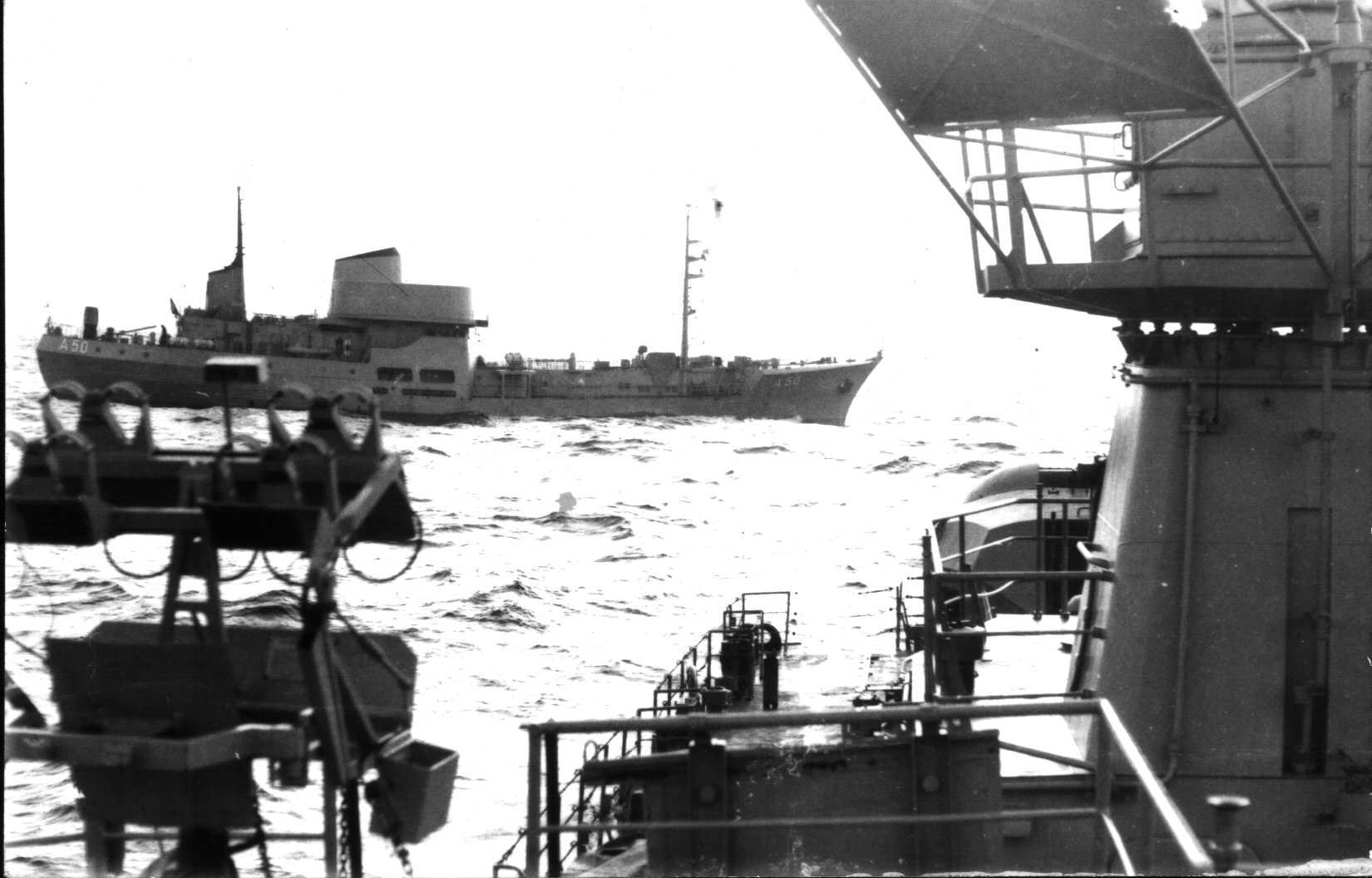
Flottendienstboot Alster vom Küstenschutzschiff Wismar der Volksmarine aus aufgenommen

Klasse 422 ist die marineinterne Bezeichnung für die ehemaligen Flottendienstboote Alster, Oker und Oste der Bundesmarine. Während des Kalten Krieges bestand die Aufgabe dieser Fahrzeuge in der optischen und elektronischen Aufklärung der Seestreitkräfte des Warschauer Paktes im Ostseeraum. Zwar führten alle drei Schiffe die Klassenbezeichnung „422“, jedoch unterschied sich die Oste erheblich von Alster und Oker, die zueinander weitgehend baugleich waren. Ende der 1980er-Jahre wurden alle Fahrzeuge durch gleichnamige Neubauten der Klasse 423 ersetzt.

## Die Einheiten
Oste
Die Oste (A 52) war der ehemalige Bergungsschlepper Puddefjord der Kriegsmarine. Sie wurde am 21. Januar 1957 als Tender der Klasse 419 für das 1. Minensuchgeschwader in Dienst gestellt und ab 14. Mai 1964 dem 3. Minensuchgeschwader unterstellt. Für den Umbau zum Flottendienstboot war die Oste vom 15. April 1965 bis zum 8. August 1967 außer Dienst gestellt. Sie wurde danach für Überwachungs- und Aufklärungsaufgaben eingesetzt. Im Jahr 1987, nach dem Ausscheiden aus dem Dienst für die Marine, wurde sie verkauft und sollte zunächst zu einem Restaurant umgebaut werden. Als das Projekt scheiterte, wurde sie 1990 abgewrackt.
Alster
Bei der Alster (A 50) handelte es sich um den ehemaligen Seitentrawler Mellum, der nach Umbau 1971 als Flottendienstboot genutzt wurde. Nach dem Einsatz bei der Deutschen Marine bis 1988 wurde das Schiff 1989 an die Türkei verkauft. Hier wurde es unter dem Namen Yunus (A590) ebenfalls zur Überwachung und Aufklärung eingesetzt.
Oker
Die Oker (A 53) war der ehemalige Seitentrawler Hoheweg, der 1972 für Aufklärungsaufgaben umgebaut worden war. Das Schiff wurde 1988 an Griechenland verkauft, wo es unter dem Namen Hermis (A373) für dieselben Aufgaben wie in Deutschland einsetzt wurde. Im Jahr 2002 wurde das Schiff aus dem aktiven Dienst genommen und verschrottet.